# 小林秀聡
小林 秀聡（こばやし ひであき、1973年10月18日 - ）は、ゲームミュージック作曲家。東京都出身。代表作は、「ファンタシースターオンライン」シリーズ、「サブマリン707」など。

## 略歴
5歳からエレクトーンを始め、大学時代にはビッグバンド活動に力を入れ、トロンボーンを担当。同時に作曲活動を開始。卒業後2年間、専門学校にて音楽を学び、1998年セガに入社。
入社当初に携わった「Jリーグ プロサッカークラブをつくろう!」では、効果音制作等と共に、入力したデータを応援歌風に歌わせる、「応援歌エディット」システムの音声を担当。「ファンタシースターオンライン」は1作目より参加し、オープニングテーマの作詞作曲と音楽を、「ファンタシースターオンライン エピソード1&2」では、サウンドディレクターを担当。場面の状況に応じてリアルタイムに楽曲を変化させる手法を用い、戦闘シーンとフィールドシーンとのシームレスなBGM切り替えを可能にするサウンドシステムをデザイン、考案した。
他にも、アーケードゲーム「頭文字D ARCADE STAGE」などのアーケードゲーム作品から、「ソニック バトル」、「ソニックアドバンス3」などの携帯ゲーム作品、アイドルグループ「MUH〜」の楽曲アレンジ、「サブマリン707」「陸奥圓明流外伝 修羅の刻」などのアニメーション音楽の制作など、ゲーム以外の楽曲も制作している。
入社前より「HIDE-AKI」の名称で、個人での音楽活動も展開。2001年にはオリジナルアルバム「夜奏曲」を発表。また、笹公人とのユニット「宇宙ヤング」としても活動。伝説のゲームファンヒーロー・ハドソンの高橋名人と、「宇宙ヤングwith高橋名人」として「ハートに16連射」、「ファミってオールナイト!〜黄金の指伝説〜」などのコラボレーションソングを発表。「高橋名人のBugってナイト」などライブも行う。

## 参加作品

### ゲームソフト
- Jリーグ プロサッカークラブをつくろう! （ドリームキャスト）
- あつまれ!ぐるぐる温泉 （ドリームキャスト）
- ファンタシースターオンライン （ドリームキャスト）
- ファンタシースターオンライン Ver.2 （ドリームキャスト）
- サクラ大戦3 〜巴里は燃えているか〜 （ドリームキャスト）
- スーパーギャルデリックアワー （PlayStation 2）
- ファンタシースターオンライン エピソード1&2 （ニンテンドー ゲームキューブ）
- ソニックメガコレクション （ニンテンドーゲームキューブ）
- 頭文字D Arcade Stage （アーケードゲーム）
- 頭文字D Arcade Stage Ver.2 （アーケードゲーム）
- サクラ大戦4 〜恋せよ乙女〜 （ドリームキャスト）
- SWITCH （PlayStation 2）
- ファンタシースターオンライン エピソード3 カードレボリューション （ニンテンドーゲームキューブ）
- ソニックヒーローズ （ニンテンドーゲームキューブ）
- ソニックバトル （ゲームボーイアドバンス）
- 頭文字D Special Stage （PlayStation 2）
- 鬼武者 無頼伝 （PlayStation 2）
- ソニックアドバンス3 （ゲームボーイアドバンス）
- 頭文字D Arcade Stage Ver.3（アーケードゲーム）
- ASTRO BOY 鉄腕アトム （PlayStation 2）
- ファンタシースターオンライン ブルーバースト （Windows）
- ファンタシースターユニバース （PlayStation 2、Xbox 360、Windows）
- ソニック・ザ・ヘッジホッグ （PlayStation 3、Xbox 360）
- ソニックと秘密のリング （Wii）
- ナイツ 〜星降る夜の物語〜 （Wii）
- マリオ&ソニック AT 北京オリンピック （Wii）
- ソニックライダーズ （Wii）
- ファンタシースターZERO （ニンテンドーDS）
- ソニック ワールドアドベンチャー （Wii、PlayStation 3、Xbox 360）
- ファンタシースターポータブル2 （PlayStation Portable）
- 龍が如く4 伝説を継ぐもの （PlayStation 3）
- ソニック カラーズ （Wii、ニンテンドーDS）
- マリオ&ソニック AT バンクーバーオリンピック （Wii）
- ファンタシースターオンライン2（Windows、PlayStation Vita、PlayStation 4）

### アニメ
- サブマリン707
- 陸奥圓明流外伝 修羅の刻
- ファンタシースターオンライン2 ジ アニメーション（音楽制作協力）

### 音楽CD
- MUH～「まぁまぁまぁ」（「キャンディキャンディ」「となりのトトロ」編曲）
- 闘魂っスカ!（ジャイアント馬場のテーマ「王者の魂」編曲／アーティスト『三管王』として参加）

- Music From Metro City-アストロボーイ・鉄腕アトム オリジナル・サウンドトラック Part2
- サブマリン707R オリジナル・サウンドトラック CD
- 陸奥圓明流外伝 修羅の刻 音楽集

- Phantasy Star On Line Original Sound Track
- スペースチャンネル5 Part2
  - オリジナルサウンドトラック ボリューム「チュー!!」
  - モジモジ★キャントストップリミックス
- Phantasy Star Online Songs of RAGOL Odyssey Soundtrack ～EPISODE 1&2～
- Phantasy Star Online EPISODE III C.A.R.D Revolution
- 鬼武者無頼伝オリジナルサウンドトラック
- COMPLETE TRINITY/SONIC HEROES ORIGINAL SOUNDTRACK
- 頭文字D SPECIAL STAGE SEGA ORIGINAL TRACKS
- 頭文字D ARCADE STAGE SEGA ORIGINAL TRACKS
- ASTRO BOY 鉄腕アトム GAME SOUNDTRACK SCORE
- PHANTASY STAR ONLINE Blue Burst EPISODE 4 SOUND TRACK（Windows版ファンタシースターオンライン ブルーバーストの初回特典）
- SAVE THIS WORLD~Phantasy Star Universe Original Score
- FOR BRIGHTER DAY PHANTASY STAR UNIVERSE ORIGINAL SOUND TRACK
- ファンタシースターZERO オリジナルサウンドトラック
- ファンタシースターポータブル2 オリジナルサウンドトラック「ウイングス オブ ユニバース」
- ファンタシースターオンライン2 オリジナルサウンドトラック

## 「HIDE-AKI」名義の作品
- Asterisk （1st）
- Technosphere（2nd）
- 夜奏曲（3rd）
- Karen （4th）
- BGM001-008 （5th）

## 「宇宙ヤング」作品
- あいつはクイズ王
- ハートに16連射（宇宙ヤングwith高橋名人）
- さよなら未来ガール
- 君は仮装大将☆
- ファミってオールナイト!〜黄金の指伝説〜」（宇宙ヤングwith高橋名人）